# Go Insane
Go Insane é o segundo álbum de estúdio do cantor e compositor Lindsey Buckingham, conhecido como vocalista do Fleetwood Mac, lançado pela Reprise e Warner Bros. Records em julho de 1984.
O disco marca a influência da new wave nas canções de Lindsey. Considerado um projeto mais experimental, o álbum trouxe o cantor tocando todos os instrumentos e gravando todos os vocais de apoio com o uso de sintetizadores. O projeto foi dedicado à sua ex-namorada, Carol Ann Harris. Algumas das experimentações de estúdio presentes em Go Insane foram usadas no álbum Tango in the Night (1987), do Fleetwood Mac.

## Faixas
1. "I Want You" (Buckingham, Fordyce) - 3:18
2. "Go Insane" (Buckingham) - 3:08
3. "Slow Dancing" (Buckingham) - 4:05
4. "I Must Go" (Buckingham) - 4:51
5. "Play in the Rain" (Buckingham) - 3:21
6. "Play in the Rain (Continued)" (Buckingham) - 4:14
7. "Loving Cup" (Buckingham) - 5:02
8. "Bang the Drum" (Buckingham) - 3:31
9. "D.W. Suite" (Buckingham) - 6:50